# Vera Gebuhr
Vera Gebuhr (née le 15 mai 1916 à Odense, et morte le 22 décembre 2014) est une actrice danoise.

## Biographie
De 1937 à 1939, elle résidait à l'école du Théâtre royal danois.
Elle a été employée au Théâtre du Peuple (1939-1964) et a par la suite joué plusieurs rôles sur différentes scènes de Copenhague
à un âge avancé.

## Filmographie
- Flådens blå matroser (1937) -
- Tag det som en mand (1941) -
- Frøken Vildkat (1942) -
- Som du vil ha' mig (1943) - madame Müller
- Møllen (1943) - Lise Vibe
- Lev livet let (1944) - Karen Andersen
- Elly Petersen (1944) - Rita
- Besættelse (1944) -
- Hans store aften (1946) -
- Diskret ophold (1946) - Kirsten Bjerre
- 1947 : Ta', hvad du vil ha' de Ole Palsbo : Marianne Beyer
- For frihed og ret (1947) - Laura
- Kampen mod uretten (1949) - Fanny
- Min kone er uskyldig (1950) -
- Lynfotografen (1950) - Miss Sylvia
- Familien Schmidt (1951) - Helga Schmidt
- Vi som går køkkenvejen (1953) - madame Bewer
- Kriminalsagen Tove Andersen (1953) -
- Blændværk (1955) - Charlotte Kerner
- Kispus (1956) - Ida
- Skovridergården (1957) - madame Larsen
- Ingen tid til kærtegn (1957) - Olivia
- Krudt og klunker (1958) - madame Wilhelmine Jacobsen
- Ballade på Bullerborg (1959) - madame Lulu Lassen
- Oskar (1962) - Charlotte
- Duellen (1962) - Lene
- Et døgn uden løgn (1963) - Thyra Jantzen
- Premiere i helvede (1964) - Grete Kristensen
- Gertrud (1964) -
- Nøglen til Paradis (1970) - Marie
- Far til fire i højt humør (1971) - madame Sejrsen
- Tjærehandleren (1971) - Gertrud Toresen
- Den forsvundne fuldmægtig (1971) - madame Mörtel
- Farlige kys (1972) - patiente
- Mig og Mafiaen (1973) - Krøll Knudsen
- Mafiaen, det er osse mig (1974) -
- Pas på ryggen, professor (1977) -
- Olsen-banden overgiver sig aldrig (1979) -
- Matador (série télé, 1978 – 1981) - Inger Jørgensen
- Pengene eller livet (1982) -
- Kurt og Valde (1983) - secrétaire
- Min farmors hus (1984) - madame Agerlind
- Sidste akt (1987) - Maggie
- Elvis Hansen - en samfundshjælper (1988) -
- Europa (1991) -
- Sort høst (1993) -
- Davids bog (1996) -
- Riget II (télé-film, 1997) - Gerda
- Let's Get Lost (1997) - madame Rothstein
- TAXA (serie télé, 1997-1999) -
- Se dagens lys (télé-film, 2003) - Gigi
- Afgrunden (2004) - Asta Nielsen
- Voksne mennesker (2005) -